# Tinajas, Spanien
Tinajas är en kommunhuvudort i Spanien.   Den ligger i provinsen Provincia de Cuenca och regionen Kastilien-La Mancha, i den centrala delen av landet, 100 km öster om huvudstaden Madrid. Tinajas ligger 870 meter över havet och antalet invånare är 369.
Terrängen runt Tinajas är kuperad åt nordost, men åt sydväst är den platt. Runt Tinajas är det mycket glesbefolkat, med 4 invånare per kvadratkilometer. Närmaste större samhälle är Villalba del Rey, 5,3 km väster om Tinajas. Trakten runt Tinajas består till största delen av jordbruksmark.